# Moischeid
Moischeid [ˈmøːʃaɪ̯t] ist ein etwa 300 Einwohner zählender Ortsteil der Gemeinde Gilserberg im nordhessischen Schwalm-Eder-Kreis.

## Geographische Lage
Der Ort liegt etwa zwei Kilometer nordwestlich des Kernortes Gilserberg im Gilserberger Hochland, einer Hochfläche, die sich entlang des Oberlaufs der östlich an Moischeid vorbeifließenden Gilsa erstreckt. Nördlich des Ortes erhebt sich der zum Kellerwald und zum Naturpark Kellerwald-Edersee gehörende 585 m ü. NN hohe Jeust.
Durch Moischeid führt die Landesstraße 3155 von Gilserberg nach Gemünden, von der die Kreisstraße 94 nach Schönstein abzweigt.

## Geschichte

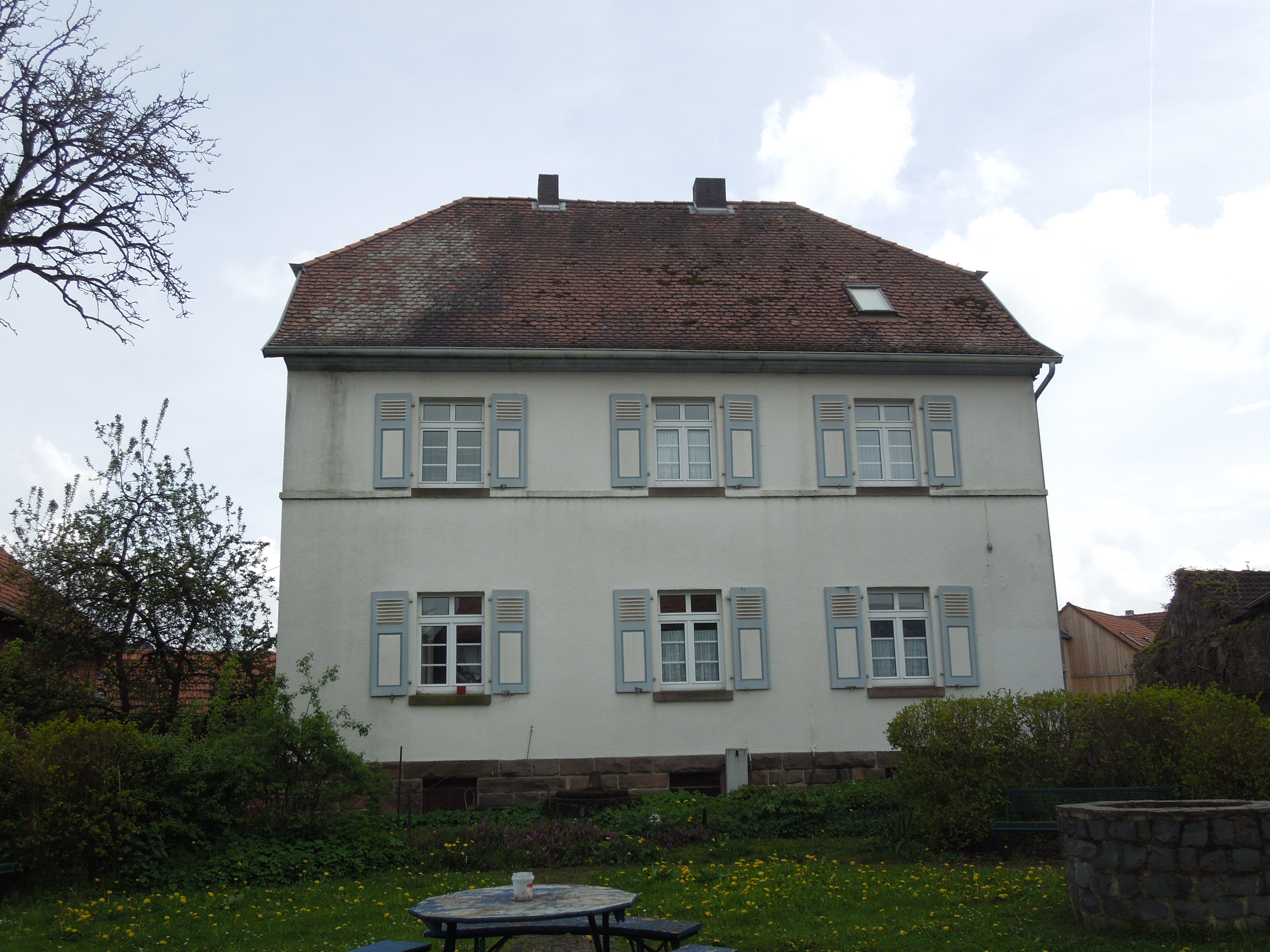
Das „Pächterhaus“

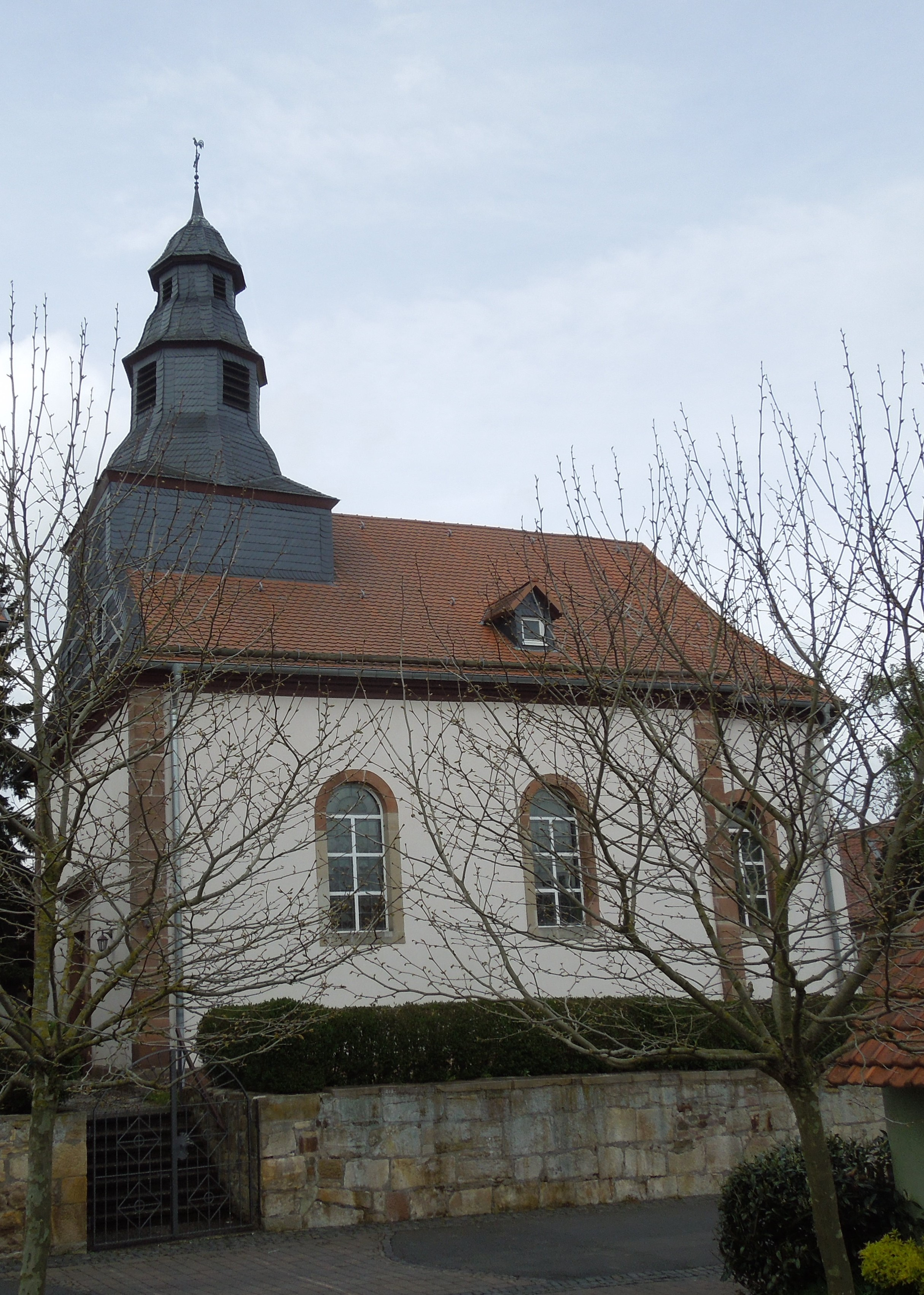
Die ev. Dorfkirche

Die älteste bekannte schriftliche Erwähnung von Moischeid erfolgte unter dem Namen Munescheiz im Jahr 1253, als die Ritter Rudolph und Konrad Krug den Ort, den sie von den Grafen von Ziegenhain zu Lehen hielten, dem Kloster Haina übereigneten. Das Dorf wurde vom Amt Schönstein verwaltet. Im Ortszentrum befand sich ein Adelshof, der 1909 von der Familie von Storck verkauft wurde und dessen Haupthaus, das sogenannte Alte Schloss, 1956 wegen Baufälligkeit abgerissen wurde. Nur das sogenannte „Pächterhaus“ steht noch heute.
Die 1911 eröffnete und 1972 stillgelegte Kellerwaldbahn führte in einer Schleife südlich um das Dorf herum, ein Bahnhof befand sich zwischen Moischeid und Gilserberg.
Am 1. Januar 1974 verlor die Gemeinde Moischeid ihre Eigenständigkeit und wurde im Zuge der Gebietsreform in Hessen kraft Landesgesetz ein Ortsteil der Großgemeinde Gilserberg. Für alle nach Gilserberg eingegliederten ehemals eigenständigen Gemeinden wurden Ortsbezirke mit Ortsbeirat und Ortsvorsteher nach der Hessischen Gemeindeordnung gebildet.

## Bevölkerung
Einwohnerstruktur 2011
Nach den Erhebungen des Zensus 2011 lebten am Stichtag, dem 9. Mai 2011, in Moischeid 300 Einwohner. Darunter waren 6 (2,0 %) Ausländer.
Nach dem Lebensalter waren 54 Einwohner unter 18 Jahren, 117 zwischen 18 und 49, 57 zwischen 50 und 64 und 72 Einwohner waren älter.
Die Einwohner lebten in 129 Haushalten. Davon waren 33 Singlehaushalte, 27 Paare ohne Kinder und 54 Paare mit Kindern, sowie 15 Alleinerziehende und 3 Wohngemeinschaften. In 24 Haushalten lebten ausschließlich Senioren und in 75 Haushaltungen lebten keine Senioren.
Einwohnerentwicklung
| Quelle: Historisches Ortslexikon |                               |
| • 1557:                          | 28 Hausgesesse                |
| • 1585:                          | 32 Hausgesesse                |
| • 1681:                          | 15 Hausgesesse, ein Ausschuss |
| • 1776:                          | 41 Wohnhäuser, 272 Einwohner. |

| Moischeid: Einwohnerzahlen von 1776 bis 2016 | Moischeid: Einwohnerzahlen von 1776 bis 2016 | Moischeid: Einwohnerzahlen von 1776 bis 2016 | Moischeid: Einwohnerzahlen von 1776 bis 2016 | Moischeid: Einwohnerzahlen von 1776 bis 2016 |
| --- | -------------------------------------------- | -------------------------------------------- | -------------------------------------------- | -------------------------------------------- |
| Jahr |                                              |                                              |                                              | Einwohner                                    |
| 1776 | 1776                                         |                                              | 272                                          | 272                                          |
| 1800 | 1800                                         |                                              | ?                                            | ?                                            |
| 1834 | 1834                                         |                                              | 412                                          | 412                                          |
| 1840 | 1840                                         |                                              | 411                                          | 411                                          |
| 1846 | 1846                                         |                                              | 436                                          | 436                                          |
| 1852 | 1852                                         |                                              | 434                                          | 434                                          |
| 1858 | 1858                                         |                                              | 416                                          | 416                                          |
| 1864 | 1864                                         |                                              | 410                                          | 410                                          |
| 1871 | 1871                                         |                                              | 373                                          | 373                                          |
| 1875 | 1875                                         |                                              | 358                                          | 358                                          |
| 1885 | 1885                                         |                                              | 350                                          | 350                                          |
| 1895 | 1895                                         |                                              | 349                                          | 349                                          |
| 1905 | 1905                                         |                                              | 348                                          | 348                                          |
| 1910 | 1910                                         |                                              | 455                                          | 455                                          |
| 1925 | 1925                                         |                                              | 320                                          | 320                                          |
| 1939 | 1939                                         |                                              | 323                                          | 323                                          |
| 1946 | 1946                                         |                                              | 501                                          | 501                                          |
| 1950 | 1950                                         |                                              | 464                                          | 464                                          |
| 1956 | 1956                                         |                                              | 386                                          | 386                                          |
| 1961 | 1961                                         |                                              | 400                                          | 400                                          |
| 1967 | 1967                                         |                                              | 356                                          | 356                                          |
| 1980 | 1980                                         |                                              | ?                                            | ?                                            |
| 1990 | 1990                                         |                                              | ?                                            | ?                                            |
| 2000 | 2000                                         |                                              | ?                                            | ?                                            |
| 2011 | 2011                                         |                                              | 300                                          | 300                                          |
| 2016 | 2016                                         |                                              | 295                                          | 295                                          |
| Datenquelle: Historisches Gemeindeverzeichnis für Hessen: Die Bevölkerung der Gemeinden 1834 bis 1967. Wiesbaden: Hessisches Statistisches Landesamt, 1968. Weitere Quellen: LAGIS; Gemeinde Gilserberg; Zensus 2011 |                                              |                                              |                                              |                                              |

Historische Religionszugehörigkeit
| Quelle: Historisches Ortslexikon |                                                                      |
| • 1861:                          | 418 evangelisch-reformierte (=100 %) Einwohner                       |
| • 1885:                          | 349 evangelische (=99,71 %), einen katholischen (= 0,29 %) Einwohner |
| • 1961:                          | 332 evangelische (= 83,00 %), 65 katholische (= 16,25 %) Einwohner   |

Historische Erwerbstätigkeit
| • 1776: | 3 Schmiede, ein StellmacherWagner, ein Schreiner, ein Schneider, ein Schuhmacher, ein Ziegelbrenner, ein Branntweinbrenner, ein Wirt, ein Pottaschensieder, ein Maurer, 7 Tagelöhner(-innen), zwei Schäfer |
| • 1838  | Familien: 26 Ackerbau, 18 Gewerbe, 33 Tagelöhner. |
| • 1961  | Erwerbspersonen: 138 Land- und Forstwirtschaft, 59 produzierendes Gewerbe, 8 Handel und Verkehr, 7 Dienstleistungen und Sonstiges                                                                          |

## Politik
Für Moischeid besteht ein Ortsbezirk (Gebiete der ehemaligen Gemeinde Moischeid) mit Ortsbeirat und Ortsvorsteher nach der Hessischen Gemeindeordnung.
Der Ortsbeirat besteht aus fünf Mitgliedern. Bei den Kommunalwahlen in Hessen 2021 betrug die Wahlbeteiligung zum Ortsbeirat 61,54 %. Alle Kandidaten gehörten der „Bürgerlist Dorfinteresse Moischeid“ an. Der Ortsbeirat wählte Andreas Pomorin zum Ortsvorsteher.

## Naturdenkmäler
- Eiche mit einem Brusthöhenumfang von 8,12 m (2014).[10]